# Konsens von 1992

Lage der Volksrepublik China und der Republik China (Taiwan)

Unter dem Begriff Konsens von 1992 oder 1992-Konsens (chinesisch 九二共識 / 九二共识, englisch 1992 consensus) wird im politischen Sprachgebrauch eine inoffizielle Übereinkunft zwischen Politikern der Republik China (Taiwan) und der Volksrepublik China verstanden, die am 28. bis 30. Oktober 1992 in Hongkong erzielt worden sein soll. Der Begriff „1992-Konsens“ wurde erst acht Jahre nach den damaligen Konsultationen, d. h. im Jahr 2000, geprägt. Die Existenz eines expliziten Konsenses wird von einigen politischen Gruppen in Taiwan bestritten, andere berufen sich auf ihn. Da der Konsens nie von offiziellen Vertretern oder gesetzgebenden Institutionen beider Seiten gemeinsam formuliert oder ratifiziert wurde, gibt es zu ihm keinen offiziellen Wortlaut; die Beschreibungen des Konsenses haben zumeist die gemeinsame Essenz: beide Seiten erkennen an, dass es nur „ein China“ gebe, registrieren aber gleichzeitig, dass sie verschiedene Vorstellungen haben, wie dieses China aussehen soll. Dies impliziert, dass Taiwan als verbliebenes Hoheitsgebiet der Republik China zu dem einen China gehöre und auf eine einseitige Unabhängigkeitserklärung verzichte.

## Geschichte

### Hintergrund
Im Chinesischen Bürgerkrieg, der 1949 endete, waren die Kommunisten siegreich und übernahmen die Macht auf dem chinesischen Festland, wo die Volksrepublik China gegründet wurde. Die zuvor dominierende nationalchinesische Kuomintang (KMT)-Regierung flüchtete auf die Insel Taiwan und setzte dort die Republik China fort. In den folgenden Jahrzehnten erhoben beide Staaten den Alleinvertretungsanspruch auf China. Offizielle diplomatische Beziehungen zwischen beiden Staaten bestehen bis heute nicht. Letztlich wurde die Volksrepublik China von immer mehr Staaten der Welt diplomatisch anerkannt und die Republik China auf Taiwan (im Folgenden kurz: Taiwan) geriet ins diplomatische Abseits. Auf Taiwan wuchs außerdem eine Oppositionsbewegung heran, die die Alleinherrschaft der Kuomintang ablehnte und zugleich zumindest in Teilen die Aufgabe des Wiedervereinigungs-Anspruches mit Festlandchina und die Entwicklung einer eigenen „taiwanischen“ Identität forderte. Die Kuomintang unterzog sich einem inneren Reformprozess und leitete in den 1980er Jahren unter den Präsidenten Chiang Ching-kuo (1978–1988) und Lee Teng-hui (1988–2000) einen Demokratisierungsprozess ein, der dazu führte, dass andere Parteigründungen zugelassen wurden. 1986 wurde die Oppositionspartei Demokratische Fortschrittspartei (DPP) gegründet. Das Parlament, der Legislativ-Yuan, wurde am 19. Dezember 1992 erstmals in einer demokratischen und freien Wahl gewählt.

### Treffen im Jahr 1992
Vom 28. bis zum 30. Oktober 1992 trafen Vertreter der Volksrepublik China und der Republik China in der damals noch unter britischer Oberhoheit stehenden Kronkolonie Hongkong zusammen. Die taiwanischen Vertreter gehörten der Strait Exchange Foundation (SEF, „Stiftung für den Austausch über die Taiwanstraße“) an und die Vertreter der Volksrepublik der Association for Relations Across the Taiwan Strait (ARATS, „Vereinigung für die Beziehungen über die Taiwanstraße“). Kurz zuvor hatte die taiwanische Regierung unter Premierminister Hau Pei-tsun und Präsident Lee Teng-hui (beide KMT) noch einmal ihren Standpunkt deutlich gemacht:

„Beide Seiten stimmen überein, dass es nur ein China gibt. Jedoch haben die beiden Seiten unterschiedliche Ansichten, was der Begriff „ein China“ bedeutet. Für Peking bedeutet „ein China“ die „Volksrepublik China“, wobei Taiwan nach der Vereinigung eine „spezielle Verwaltungsregion“ sein soll. Taipeh versteht unter „ein China“ die Republik China (ROC), die 1911 gegründet wurde und die de jure die volle Souveränität über ganz China hat. Die ROC hat jedoch derzeit nur die politische Kontrolle über Taiwan, Penghu, Kinmen, und Matsu. Taiwan ist Teil Chinas und das chinesische Festland ist ebenfalls Teil Chinas.“

Über das Hongkonger Treffen gab es kein offizielles Kommuniqué oder Protokoll, es wurden lediglich anschließend quasi diplomatische Noten ausgetauscht. Die SEF veröffentlichte folgende Stellungnahme: „Am 3. November 1992 erklärte eine verantwortliche Person der chinesisch-kommunistischen ARATS, dass sie willens sei, den Vorschlag der SEF ‚zu respektieren und zu akzeptieren‘, dass jede Seite die jeweiligen Prinzipien über den Begriff ‚ein China‘ verbal darlegen solle“ und am 6. November folgte eine Erklärung der ARATS, die in der Pekinger Zeitung Renmin Ribao veröffentlicht wurde, in der es hieß: „Auf diesem Arbeitstreffen in Hongkong schlugen SEF-Vertreter vor, dass jede Seite jeweils verbal ihre Standpunkte zum Ein-China-Prinzip darlegen solle. Am 3. November sandte die SEF einen Brief, in dem sie formal ankündigte, dass jede Seite entsprechende Ankündigungen machen werde. ARATS respektiert und akzeptiert den Vorschlag der SEF.“

### Begriffsprägung

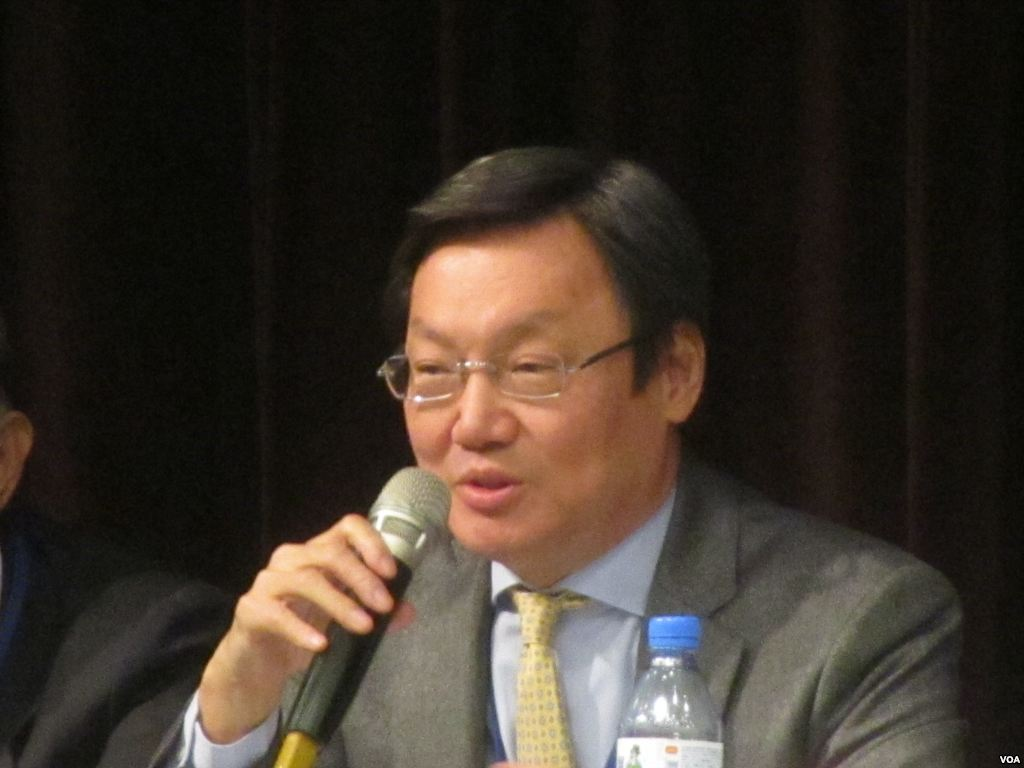
Su Chi, der Schöpfer des Begriffs „1992-Konsens“

Der Begriff „Konsens von 1992“ wurde im Jahr 2000 vom Kuomintang-Politiker Su Chi (蘇起), dem damaligen Vorsitzenden des Nationalen Sicherheitsrats von Taiwan, geprägt. Im Jahr 2000 hatte Chen Shui-bian, der Kandidat der DPP, die Präsidentenwahl gewonnen. Chen war früher als engagierter Befürworter der Souveränität Taiwans aufgetreten und seine politischen Opponenten fürchteten, dass seine Politik zu schwerwiegenden Spannungen mit der Volksrepublik China führen würde. Aus dieser Situation heraus habe er (Su) den Begriff ins Spiel gebracht, so Su in einer späteren Rechtfertigung. Dies sei jedoch nur „alter Wein in neuen Schläuchen“ gewesen. Sein Ziel sei es gewesen, die scheinbar unüberbrückbar gegensätzlichen Standpunkte zwischen der neuen DPP-geführten taiwanischen Administration und der Volksrepublik China zu überdecken. Nach und nach habe sich dann dieser Terminus im politischen Sprachgebrauch durchgesetzt.

## Standpunkte
In der Frage des Konsenses von 1992 werden von den verschiedenen Parteien verschiedene Standpunkte vertreten.

### Volksrepublik China
Die Volksrepublik China vertritt einen kompromisslosen Ein-China-Standpunkt. Taiwan sei Teil Chinas, auch wenn es derzeit nicht unter der direkten Kontrolle der Regierung in Peking stehe. Die Volksrepublik China hat mehrfach damit gedroht, dass eine formelle Unabhängigkeitserklärung Taiwans den casus belli bedeuten würde. Von taiwanischer Seite wird die schnelle Aufrüstung der Volksrepublik als die ernsteste Bedrohung der eigenen Sicherheit betrachtet. Am 14. März 2005 trat in der Volksrepublik ein Anti-Abspaltungsgesetz in Kraft, das die Wiedervereinigung mit Taiwan als ein nationales Ziel und eine innere Angelegenheit Chinas bezeichnete. Die Regierung wurde darin ermächtigt, auch militärische Mittel einzusetzen, sollte eine „Abspaltung“ (d. h. Unabhängigkeitserklärung) Taiwans erfolgen.

### Kuomintang

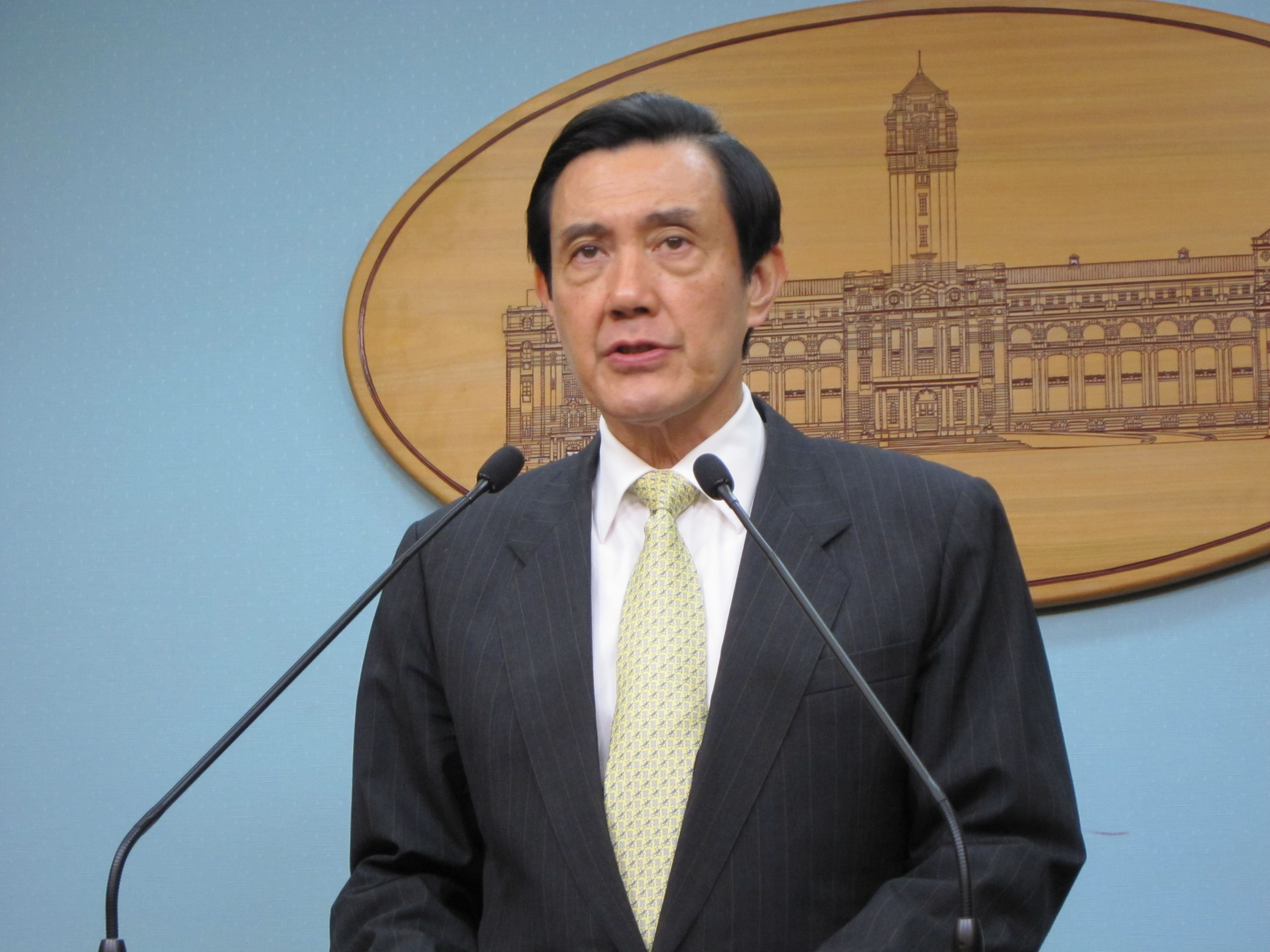
Ma Ying-jeou (KMT, Präsident 2008–2016) betonte mehrfach die Verbindlichkeit des „Konsensus von 1992“

Seitdem der Begriff im Jahr 2000 geprägt wurde, hat sich die Kuomintang wiederholt auf den „Konsens“ berufen. Als die KMT nach der Präsidentenwahl 2008 wieder das Präsidentenamt besetzte, betonte der neu gewählte Präsident Ma Ying-jeou in seiner Rede zum Amtsantritt besonders die Notwendigkeit eines „offenen Dialogs, basierend auf dem 1992-Konsens“. Auch nach seiner Wiederwahl vier Jahre später im Jahr 2012 bezeichnete er in seiner ersten Rede nach der Wahl erneut den „Konsens“ als Basis seiner Politik gegenüber Festlandchina. In einer Ansprache bei einem USA-Besuch 2015 sprach er davon, dass das Konzept des 1992-Konsenses von Taiwan vorgeschlagen und von der Volksrepublik China akzeptiert worden sei. Einige hätten diese Politik als „ein Meisterwerk der Vieldeutigkeit“ beschrieben, aber letztlich habe diese Politik dazu geführt, dass beide Seiten ihre verhärteten Souveränitäts-Standpunkte beiseitegelegt hätten und in einen konstruktiven Austausch zum gegenseitigen Nutzen eingetreten seien.

### Demokratische Fortschrittspartei (DPP)

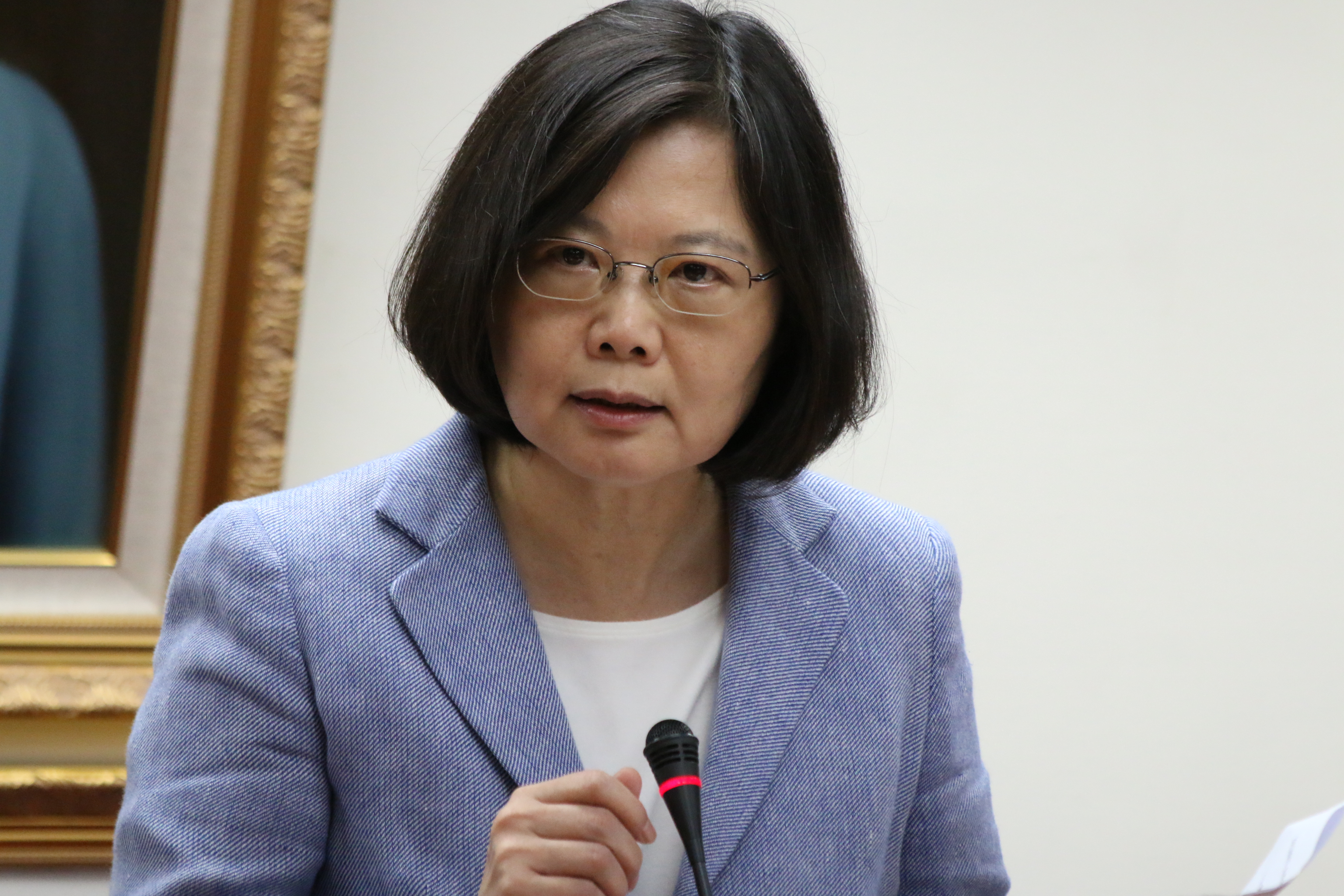
Die DPP-Vorsitzende und 2016 gewählte Präsidentin Tsai Ing-wen lehnte den Begriff „1992-Konsens“ ab und schlug stattdessen einen „Taiwan-Konsens“ vor

Bei der anderen großen Partei Taiwans, der DPP, stieß das Konzept des 1992-Konsenses von Anfang an auf Ablehnung. 1992 habe es zwar ein Treffen gegeben, jedoch keinen „Konsens“. Nach den beiden Wahlniederlagen bei den Präsidentenwahlen 2008 und 2012 gegen die KMT erhoben sich aber auch einzelne Stimmen in der DPP, die zur Anerkennung des Konsenses rieten. Die DPP habe kein eigenes glaubwürdiges Konzept zum Umgang mit der Volksrepublik China. Im Gegensatz zum 1992-Konsens propagierte die damalige DPP-Vorsitzende Tsai Ing-wen im Jahr 2011 ihr Konzept eines „Taiwan-Konsenses“ (Taiwan consensus). Die Grundidee dieses Konzepts war die, dass es zuallererst auch einen Konsens innerhalb der taiwanischen Gesellschaft geben müsse. Ein solcher Konsens müsse die Parteigrenzen überschreiten. Außer dem Grundsatz, dass das Recht auf Selbstbestimmung Taiwans erhalten werden sollte, blieben die Inhalte dieses vorgeschlagenen Taiwan-Konsenses jedoch relativ diffus und bei der Präsidentenwahl im Folgejahr gewann das Konzept keine große Bedeutung. Bei der Präsidentenwahl 2016, die durch die DPP unter Tsai gewonnen wurde, kam dieser Begriff erneut in die Diskussion. In ihrer Rede zum Amtsantritt erwähnte Tsai den 1992-Konsens nicht, erkannte aber an, dass die Gespräche 1992 ein „historischer Fakt“ seien. Von offiziellen Stellen der Volksrepublik wurde sie daraufhin aufgefordert, ihren Standpunkt in dieser Frage klarzumachen. In einem Interview mit der Washington Post im August 2016 wies Präsidentin Tsai schließlich den Begriff „1992-Konsens“ zurück. Sie könne diesem Konzept nicht zustimmen, da dies nicht dem Willen der taiwanischen Bevölkerung entspreche.

### Vereinigte Staaten
Die Vereinigten Staaten haben keinen offiziellen Standpunkt in Bezug auf den „Konsens von 1992“ bezogen. d. h. sie haben es vermieden, diesen Konsens explizit anzuerkennen, haben ihn aber auch nicht in Abrede gestellt. Die US-amerikanische Außenpolitik im Verhältnis zur Volksrepublik China war von der Maxime geleitet, dass keine unnötigen Spannungen provoziert werden sollten. Am 28. Dezember 2010 machte das U.S. State Department diesen Standpunkt in einem Interview mit der taiwanischen Liberty Times deutlich: Fragen, in Hinsicht auf die Etablierung der Basis für einen Dialog zwischen Taiwan und der Volksrepublik China müssten durch die beiden Parteien gelöst werden. Die Vereinigten Staaten würden keinen Standpunkt in diesen Fragen beziehen und ihr Interesse sei es, dass alle Lösungen von Problemen quer über die Taiwanstraße friedlich verliefen. Formal unterhielten die Vereinigten Staaten keine offiziellen diplomatischen Beziehungen mit Taiwan, andererseits verstanden sich die USA als inoffizielle Garantiemacht Taiwans, in dem Sinne, dass man eine militärische Invasion des Inselstaates durch die Volksrepublik China nicht hinnehmen wollte, wie sich beispielsweise bei der Taiwanstraßen-Krise 1995/96 zeigte. Im September 1992 entschied sich Präsident George H. W. Bush, angesichts der zunehmenden Aufrüstung der Volksrepublik das lange eingehaltene Waffenembargo gegen Taiwan zu beenden und 150 F-16-Kampfflugzeuge an Taiwan zu verkaufen. In der Vergangenheit unterstützten die USA in der Regel eher den Standpunkt der Kuomintang-Regierungen, da sie hier weniger Spannungen mit der Volksrepublik erwarteten. In den Jahren seit etwa 2010 verschlechterte sich das US-amerikanische Verhältnis zur Volksrepublik aufgrund verschiedener Streitfragen, unter anderem wegen der Territorialkonflikte im Chinesischen Meer. Die US-Diplomatie beginnt seitdem, mehr Verständnis für die Haltung der DPP-Politiker zu entwickeln.